# Hirotsugu Nakabayashi
Hirotsugu Nakabayashi (中林 洋次 Nakabayashi Hirotsugu?), född 28 april 1986 i Kanagawa prefektur, är en japansk fotbollsspelare.
Nakabayashi började sin karriär 2005 i Sagan Tosu. 2008 flyttade han till Sanfrecce Hiroshima. 2012 flyttade han till Fagiano Okayama. Han spelade 203 ligamatcher för klubben. Han gick tillbaka till Sanfrecce Hiroshima 2017. 2019 flyttade han till Yokohama F. Marinos.